# Killswitch Engage
Killswitch Engage ist eine Metalcore-Band aus dem US-amerikanischen Westfield im Bundesstaat Massachusetts. Die im Jahr 1999 gegründete Band steht in Nordamerika bei Metal Blade und im Rest der Welt bei Columbia Records unter Vertrag. Bis heute hat sie acht Studioalben und eine DVD veröffentlicht. In den USA wurde ihr viertes Studioalbum As Daylight Dies sowie die Single My Curse jeweils mit Platin ausgezeichnet.
Die Lieder The End of Heartache, In Due Time und Unleashed wurden in den Jahren 2005, 2014 und 2020 für den Grammy in der Kategorie Best Metal Performance nominiert. Bis Juni 2016 hatte die Band über vier Millionen Alben verkauft.

## Geschichte

### Gründung und Debütalbum (1999–2001)

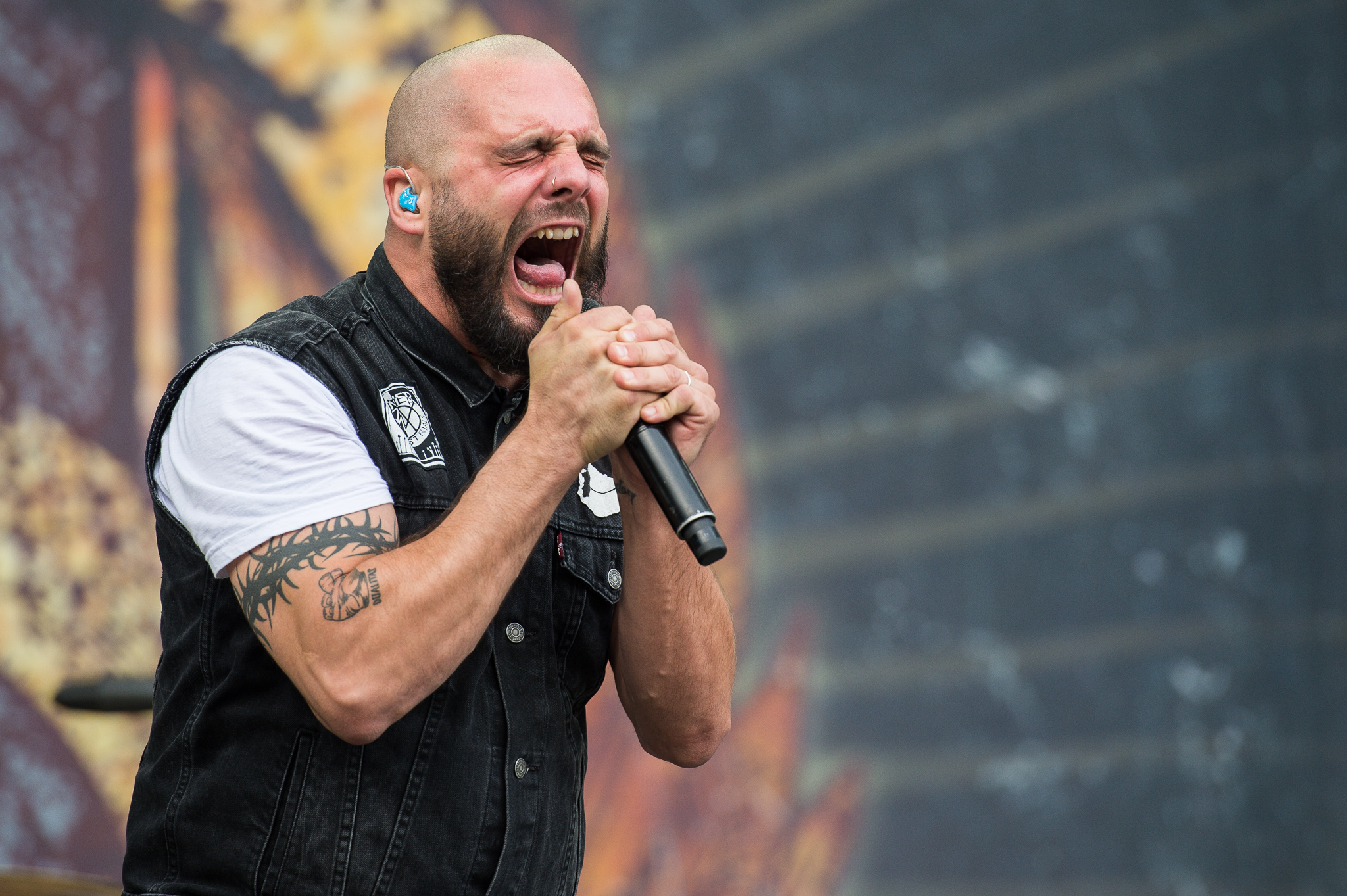
Jesse Leach beim Rock im Park 2016

Als sich die Metalband Overcast 1998 auflöste, suchten der Bassist und Songwriter Mike D’Antonio und der Gitarrist Pete Cortese nach weiteren Musikern zur Gründung einer neuen Band. Sie wollte eine Verbindung zwischen Hardcore und Melodic Death Metal schaffen. Nachdem sich die befreundete Band Aftershock ebenfalls auflöste, schlossen sich D’Antonio und Cortese mit Aftershock-Schlagzeuger Adam Dutkiewicz und Gitarrist Joel Stroetzel zusammen. Dutkiewicz und Stroetzel lernten sich am Berklee College of Music in Boston kennen, wo Stroetzel Gitarre und Dutkiewicz unter anderem Gitarre und Schlagzeug studierten.
Ursprünglich sollte der ehemalige Overcast-Sänger Brian Fair den Posten des Sängers übernehmen. Fair war jedoch zu sehr mit seiner neuen Band Shadows Fall beschäftigt. Schließlich wurde Jesse Leach, der zuvor bei den Bands Corrin und Nothing Stays Gold aktiv war, Sänger der neu formierten Band. Auf Vorschlag von D’Antonio nannte sich die Band Killswitch Engage. Der Name stammt von der Episode „Kill Switch“ der Fernsehserie Akte X. Der Bandname soll den Neubeginn für die beteiligten Musiker symbolisieren. Noch im Gründungsjahr nahm die Band ein Demo auf und spielte ihr erstes Konzert als Vorgruppe von In Flames.
2000 wurde Killswitch Engage vom Label Ferret Records unter Vertrag genommen und veröffentlichte wenig später das nach der Band benannte Debütalbum. Adam Dutkiewicz produzierte das Album, während D’Antonio das Albumcover entwarf. Killswitch Engage sorgte für Aufsehen in der Szene, konnte sich aber in keinem Land in den Charts platzieren. Der Besitzer von Ferret Records, Carl Severson, stellte den Verantwortlichen von Roadrunner Records die Band vor. Roadrunner-A&R Mike Gitter nahm daraufhin Kontakt zu D’Antonio auf und besuchte mehrere Konzerte der Band. Killswitch Engage lehnte mehrere Angebote kleiner Firmen ab und unterschrieb bei Roadrunner Records.

### Alive or Just BreathingundThe End of Heartache(2002–2004)

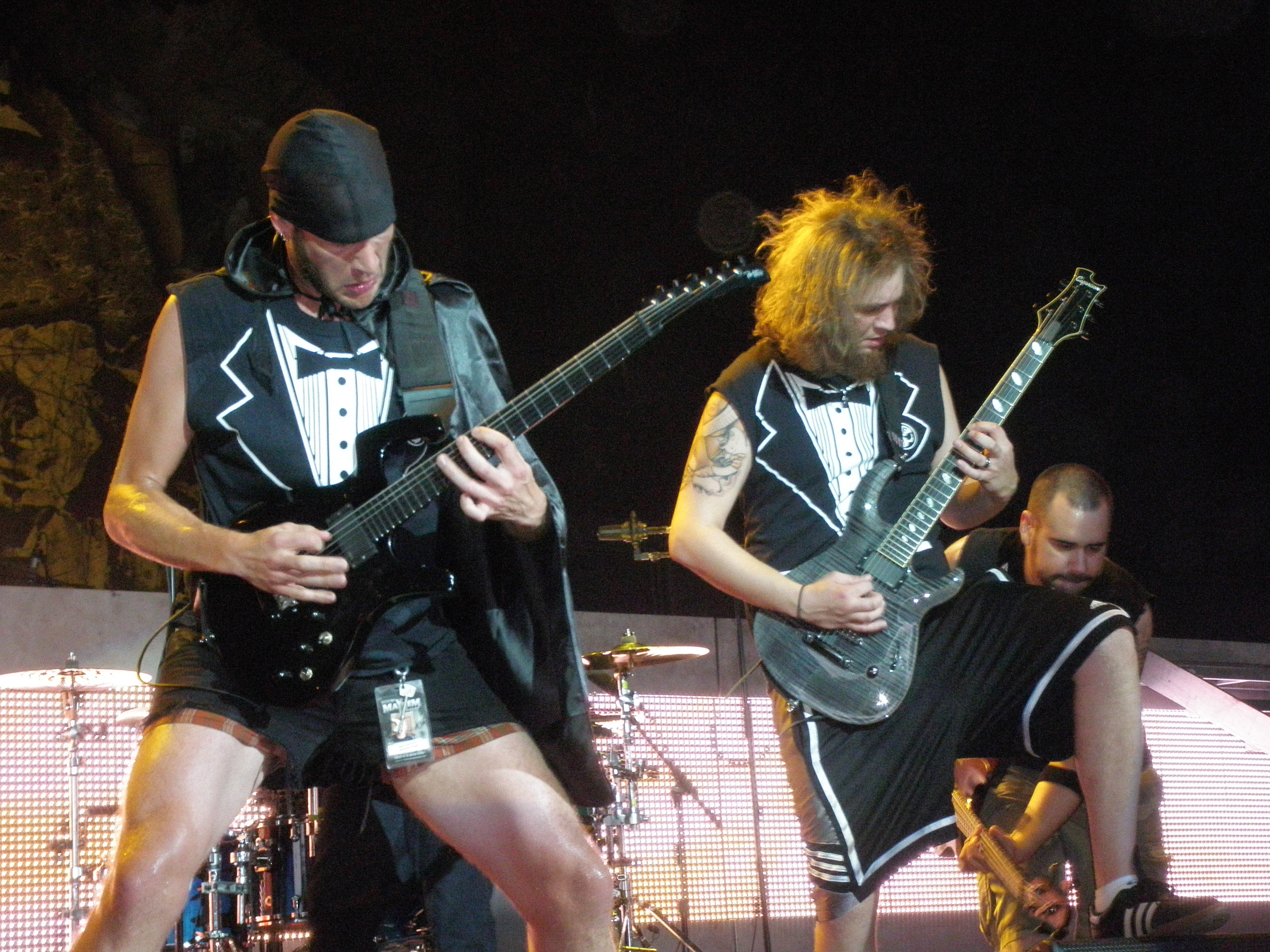
Gitarristen Adam Dutkiewicz und Joel Stroetzel (v. l.)

Pete Cortese verließ aus persönlichen Gründen die Band. Adam Dutkiewicz wechselte daraufhin vom Schlagzeug an die Gitarre. Mit Tom Gomes wurde ein neuer Schlagzeuger gefunden. Gomes spielte zuvor mit Stroetzel bei Aftershock. Das zweite Studioalbum Alive or Just Breathing erschien im Mai 2002 und stellte für die Band den Durchbruch in der Metalszene dar. Das Musikvideo für „My Last Serenade“ erhält in Deutschland von VIVA Plus viel Airplay. Killswitch Engage gingen nach der Veröffentlichung mit Kittie, Poison the Well und Shadows Fall auf Tournee durch Nordamerika. Gegen Ende der Tournee verließ Sänger Jesse Leach die Band. Er hatte zuvor geheiratet und litt während der Tournee an Depressionen. Schließlich informierte er seine Bandkollegen per E-Mail über seinen Ausstieg. Vor seinem Wiedereintritt 2012 war Leach als Sänger der Bands The Empire Shall Fall und Times of Grace tätig.
Leachs Nachfolger wurde Howard Jones, der zuvor bei der Metalcore-Band Blood Has Been Shed aktiv war. Killswitch Engage spielten zusammen mit 36 Crazyfists und Five Pointe O auf der „Roadrage“-Tour in Europa. Schlagzeuger Tom Gomes verließ die Band nach der Rückkehr aus Europa, da er mehr Zeit mit seiner Familie verbringen wollte. Auf Vorschlag von Jones wird Justin Foley von Blood Has Been Shed neuer Schlagzeuger, der an der Hart School Of Music in Hartford studiert hat. 2003 nahmen Killswitch Engage an der Ozzfest-Tour durch Nordamerika teil und gingen im Herbst des Jahres mit Lamb of God, Shadows Fall, Unearth und God Forbid auf die „Headbanger’s Ball“-Tour. Das erste mit Jones geschriebene Lied „When Darkness Falls“ wurde für den Soundtrack des Horrorfilms Freddy vs. Jason verwendet.
Kurze Zeit später begannen Killswitch Engage mit den Aufnahmen zu ihrem dritten Album The End of Heartache, welches nach der Veröffentlichung im Mai 2004 auf Platz 21 der US-amerikanischen Albumcharts einstieg. In der ersten Woche verkaufte sich das Album in den USA etwa 38.000 Mal, während sich das Vorgängeralbum bis zu diesem Zeitpunkt über 100.000 Mal verkauft hat. Im Dezember 2007 wurde The End of Heartache von der RIAA mit einer goldenen Schallplatte für 500.000 verkauften Einheiten ausgezeichnet. In Deutschland stieg das Album auf Platz 42 ein. Das Album wurde von der Metal-Hammer-Redaktion zum besten Album des Jahres 2004 gekürt.
Zusammen mit Anthrax und Soilwork tourte die Band im Frühjahr 2004 erstmals durch Australien und Japan. In der zweiten Jahreshälfte folgte eine Tournee durch Nordamerika im Vorprogramm von Slayer, bei denen auch Bands wie Eighteen Visions, From Autumn to Ashes und Mastodon mit von der Partie waren. Für das Titellied ihres Albums The End of Heartache, welches auch im Abspann des Filmes Resident Evil: Apocalypse zu hören ist, wurden Killswitch Engage für einen Grammy in der Kategorie „Best Metal Performance“ nominiert. Der Preis ging jedoch an Motörhead für ihre Coverversion des Metallica-Liedes Whiplash. Ende 2004 wurde das Debütalbum von Roadrunner Records erneut veröffentlicht. Neben den neun Liedern der ursprünglichen Version sind darauf noch die vier Lieder des 1999 erschienenen Demos enthalten.

### (Set This) World Ablaze,As Daylight DiesundKillswitch Engage(2005–2011)

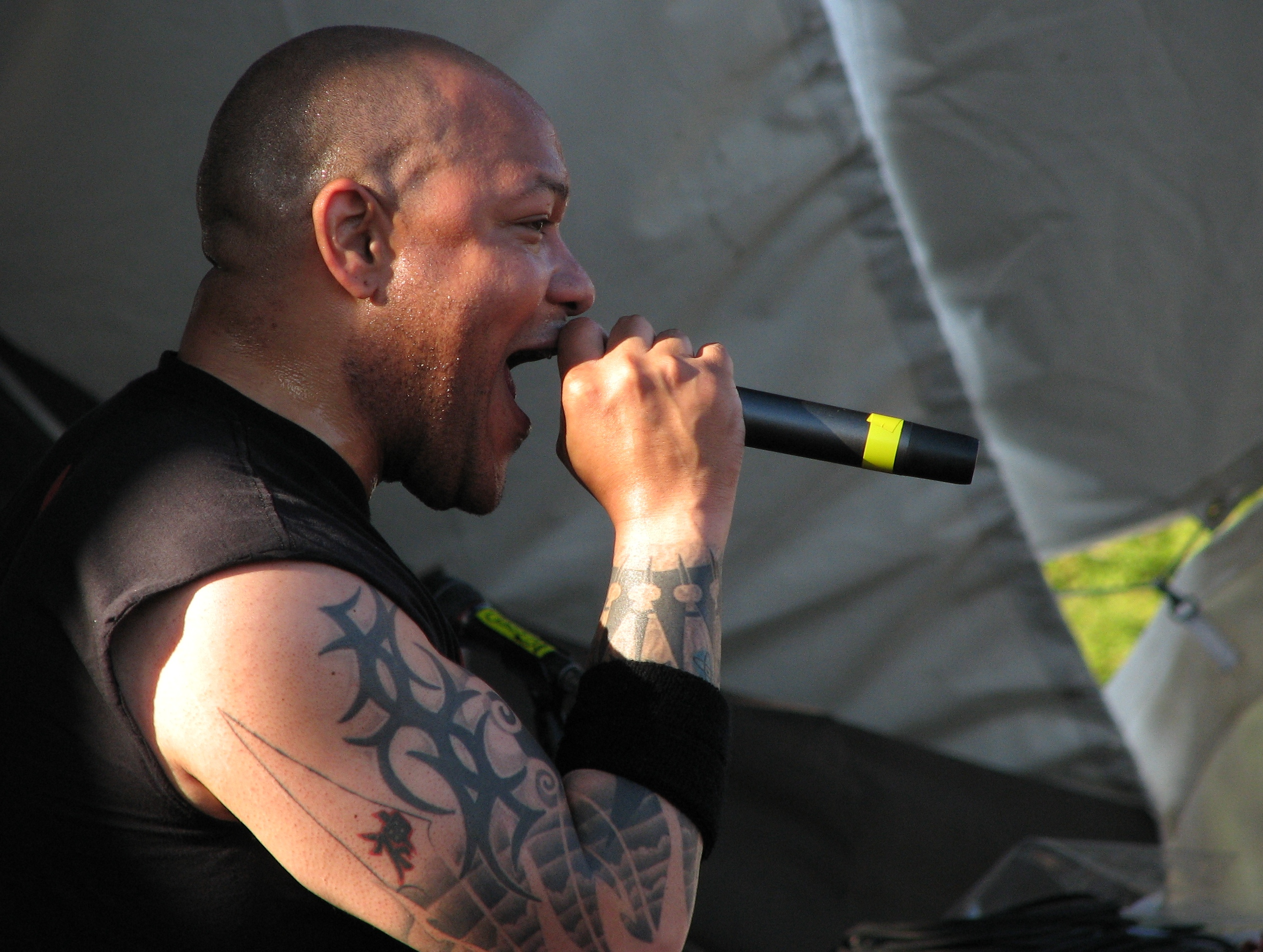
Ex-Sänger Howard Jones (2007)

Im Januar 2005 tourten Killswitch Engage im Vorprogramm von Slipknot durch Kanada. Beim Konzert in Toronto musste Jones wegen Stimmproblemen aussetzen. Für ihn übernahm Trevor Phipps. Nach einer weiteren Tour durch Großbritannien mit The Used und My Chemical Romance nahm die Band ihr Konzert in Worcester auf und veröffentlichte dieses zusammen mit einer Dokumentation und Musikvideos unter dem Namen (Set This) World Ablaze auf DVD. Für über 50.000 verkaufte Einheiten wurde die DVD in den USA mit Gold ausgezeichnet. Darüber hinaus wurde das zweite Album Alive or Just Breathing zum 25. Jubiläum von Roadrunner Records wiederveröffentlicht. Auf der Bonus-CD befinden sich unter anderem Demos und eine neue Version von „Fixation on the Darkness“ mit Howard Jones am Mikrofon.
Jones und Mike D’Antonio nehmen an dem Projekt Roadrunner United teil. Während Jones das Lied „The Dagger“ einsingt ist D’Antonio bei drei Liedern am Bass zu hören. Im Oktober 2005 spielten Killswitch Engage mit The Used, Funeral for a Friend, Story of the Year und Rise Against eine Tournee in Australien. Diese fand jedoch ohne Dutkiewicz statt, der sich einer Rückenoperation unterziehen musste. Im Sommer 2006 nahm die Band ihr viertes Studioalbum As Daylight Dies auf, das am 17. November 2006 veröffentlicht wurde. Das deutsche Magazin Rock Hard kürte das Album in seiner Dezember-Ausgabe zum „Album des Monats“. In den USA verkaufte sich das Album in der ersten Woche etwa 60.000 Mal und erreichte Platz 32 der US-amerikanischen Charts. In Deutschland erreichte As Daylight Dies Platz 62 und in Österreich Platz 68.
Anfang 2007 tourten Killswitch Engage zusammen mit The Haunted durch Europa. Nachdem Dutkiewicz sich einer erneuten Rückenoperation unterziehen musste, sprang der Soilwork-Gitarrist Peter Wichers für einige Konzerte ein. Im Sommer 2007 wurde As Daylight Dies wiederveröffentlicht. Neben einigen B-Seiten und Musikvideos enthält die Version eine Coverversion des Dio-Liedes „Holy Diver“. Im Oktober 2008 begannen die Aufnahmen für das fünfte Studioalbum, welches von Adam Dutkiewicz und Brendan O’Brien produziert wurde und den Namen Killswitch Engage trägt, es ist somit nach dem Debütalbum Killswitch Engage das zweite selbstbetitelte Album. Das Album wurde in den USA am 30. Juni 2009 und in Deutschland bereits am 26. Juni 2009 veröffentlicht und erreichte mit Platz sieben erstmals eine Platzierung unter den ersten Zehn. Im Sommer 2009 waren Killswitch Engage unter anderem bei der Veranstaltung Rock am Bach im Saarland als Headliner zu sehen.

### Disarm the DescentundIncarnate(2011–2016)

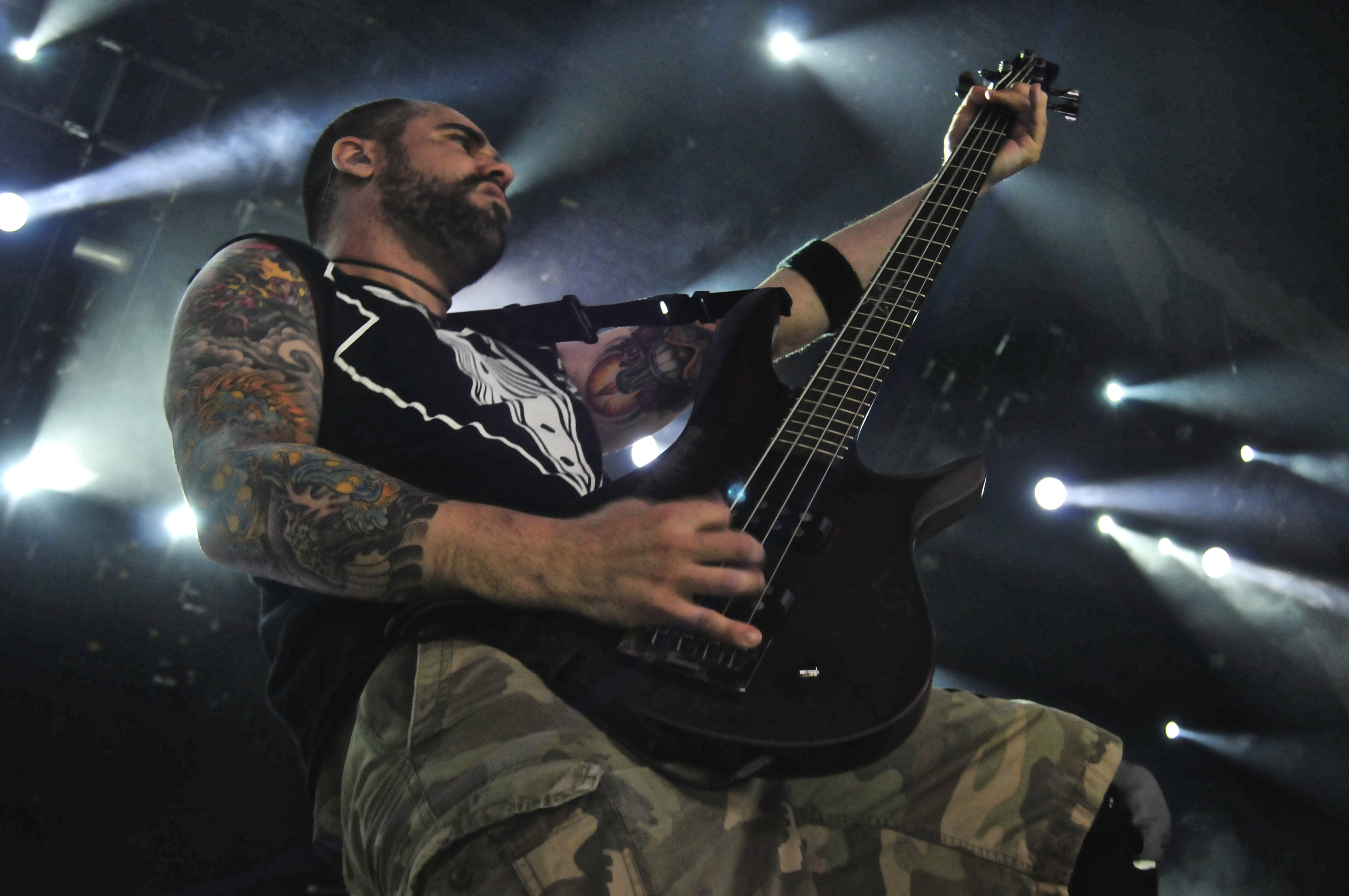
Bassist Mike D’Antonio

Am 4. Januar 2012 wurde über die offizielle Facebook-Seite der Band bekannt gegeben, dass man sich von Sänger Howard Jones getrennt hat. Jones begründete seinen Schritt mit einer seit Jahren unentdeckten Diabetes-Erkrankung, die ihm eine weitere Zusammenarbeit mit der Band unmöglich mache. Als Ersatz wurde Jesse Leach in die Band zurückgeholt. Mit Leach als Leadsänger wurde in den folgenden Monaten eine Tour absolviert und anschließend das Disarm the Descent betitelte sechste Studioalbum aufgenommen, das am 29. März 2013 erschien. 
Nach der Veröffentlichung des neuen Albums ging die Band 2013 auf Tour in Nordamerika und Europa. Während der Tour mit Lamb of God saß Jordan Mancino von As I Lay Dying bei Konzerten am Schlagzeug, da sich der etatmäßige Schlagzeuger Justin Foley bei einem Fahrradunfall einen Schlüsselbeinbruch zugezogen hatte. Im Oktober 2013 kehrte Foley zum Monsters-of-Rock-Konzert in Rio de Janeiro wieder zur Band zurück. 2014 führte die Welttour neben Nord-, Mittel- und Südamerika auch durch Australien, Japan, Südafrika und Osteuropa.
Im März 2015 steuerte die Band den neuen Song Loyalty zu dem Mixtape Catch the Throne: The Mixtape Vol. 2 bei, welches im Vorfeld der Premiere zur fünften Staffel der Fantasy-Fernsehserie Game of Thrones veröffentlicht wurde. Vom 25. April bis 3. Mai 2015 gingen Killswitch Engage in Asien auf Tour, die insgesamt fünf Konzerte in China, auf den Philippinen und in Taiwan umfasste. Im Sommer 2015 gingen sie zusammen mit Rise Against und Letlive auf Nordamerika-Tour. Im November 2015 gab die Band bekannt, dass die Veröffentlichung ihres siebten Albums für März 2016 geplant sei. Am 11. Dezember 2015 erfolgte über YouTube die Veröffentlichung der Single Strength of the Mind. Das siebte Album mit dem Namen Incarnate wurde schließlich am 11. März 2016 veröffentlicht.

### AtonementundLive at the Palladium(2017 bis 2023)

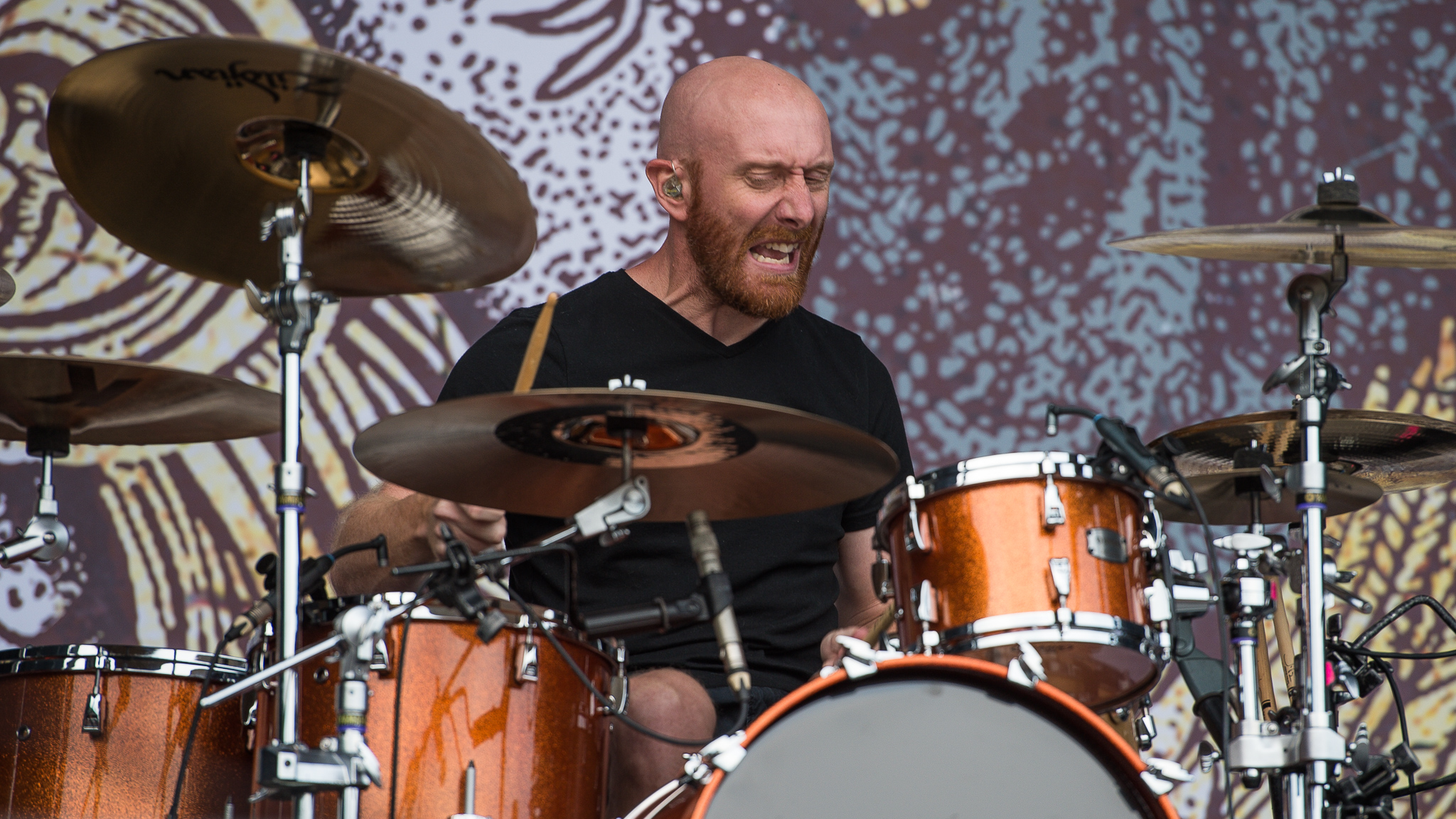
Schlagzeuger Justin Foley

Im Anschluss an verschiedene Touren durch Europa, Nordamerika und Australien 2016/2017, kündigten Killswitch Engage Ende August 2017 an, bereits an einem neuen Album zu arbeiten. Kurz darauf musste sich Leach einer Stimmband-OP unterziehen, weshalb sieben Konzertauftritte in den USA und Mexiko abgesagt werden mussten. Killswitch Engage unterschrieben im April 2019 neue Plattenverträge mit Metal Blade Records für die USA, Music for Nations (Vereinigtes Königreich) und für den internationalen Vertrieb mit Columbia/Sony. Am 16. August 2019 wurde schließlich das neue Album Atonement veröffentlicht, auf dem neben Howard Jones als Gastsänger auch der Testament-Sänger Chuck Billy zu hören ist. Bei den Grammy Awards 2020 wurde das Lied Unleashed in der Kategorie Best Metal Performance nominiert, der Preis ging aber an die Band Tool.
Im September 2020 erhielt die Single My Curse Platin und die Singles The End of Heartache und Holy Diver jeweils Gold in den USA. Platin für das Album As Daylight Dies folgte im November 2021. Am 3. Juni 2022 veröffentlichte die Band ihr erstes Livealbum Live at the Palladium, auf dem das am 6. August 2021 in dem Konzerthaus The Palladium in Worcester aufgezeichnete Live-Streamingkonzert zu sehen ist. Bei diesem Konzert spielte die Band ihr aktuelles Album Atonement sowie ihr im Jahre 2000 veröffentlichtes Debütalbum Killswitch Engage jeweils in voller Länge. Wegen der Pandemie waren keine Zuschauer anwesend. Im September und Oktober 2022 spielten Killswitch Engage zusammen mit Lamb of God die The Omens Tour genannte Co-Headlinertournee durch Nordamerika mit den Vorgruppen Baroness, Motionless in White, Spiritbox, Animals as Leaders, Suicide Silence und Fit for an Autopsy an.

### This Consequence(seit 2024)
Im November 2024 kündigte die Band ihr neuntes Studioalbum This Consequence an, welches am 21. Februar 2025 über Metal Blade Records veröffentlicht wurde. Im Sommer 2025 nimmt die Band an der Tournee Summer of Loud teil, bei der Killswitch Engage neben Beartooth, I Prevail und Parkway Drive zu den Headlinern zählen.

## Diskografie
Studioalben

| Jahr | Titel Musiklabel                           | Höchstplatzierung, Gesamtwochen, AuszeichnungChartplatzierungen (Jahr, Titel, Musiklabel, Platzierungen, Wochen, Auszeichnungen, Anmerkungen) | Höchstplatzierung, Gesamtwochen, AuszeichnungChartplatzierungen (Jahr, Titel, Musiklabel, Platzierungen, Wochen, Auszeichnungen, Anmerkungen) | Höchstplatzierung, Gesamtwochen, AuszeichnungChartplatzierungen (Jahr, Titel, Musiklabel, Platzierungen, Wochen, Auszeichnungen, Anmerkungen) | Höchstplatzierung, Gesamtwochen, AuszeichnungChartplatzierungen (Jahr, Titel, Musiklabel, Platzierungen, Wochen, Auszeichnungen, Anmerkungen) | Höchstplatzierung, Gesamtwochen, AuszeichnungChartplatzierungen (Jahr, Titel, Musiklabel, Platzierungen, Wochen, Auszeichnungen, Anmerkungen) | Höchstplatzierung, Gesamtwochen, AuszeichnungChartplatzierungen (Jahr, Titel, Musiklabel, Platzierungen, Wochen, Auszeichnungen, Anmerkungen) | Anmerkungen                                                   |
| Jahr | Titel Musiklabel                           | DE | AT | CH | UK | US | Rock | Anmerkungen                                                   |
| ---- | ------------------------------------------ | --- | --- | --- | --- | --- | --- | ------------------------------------------------------------- |
| 2000 | Killswitch Engage Ferret Records           | — | — | — | — | — | — | Erstveröffentlichung: 4. Juli 2000                            |
| 2002 | Alive or Just Breathing Roadrunner Records | — | — | — | UK— SilberUK | — | — | Erstveröffentlichung: 21. Mai 2002 Verkäufe: + 60.000         |
| 2004 | The End of Heartache Roadrunner Records    | DE42 (2 Wo.)DE | — | — | UK40 Silber · (2 Wo.)UK | US21 Gold · (11 Wo.)US | — | Erstveröffentlichung: 11. Mai 2004 Verkäufe: + 560.000        |
| 2006 | As Daylight Dies Roadrunner Records        | DE62 (2 Wo.)DE | AT68 (1 Wo.)AT | — | UK64 Gold · (1 Wo.)UK | US32 Platin · (22 Wo.)US | Rock9 (3 Wo.)Rock | Erstveröffentlichung: 21. November 2006 Verkäufe: + 1.140.000 |
| 2009 | Killswitch Engage Roadrunner Records       | DE27 (2 Wo.)DE | AT36 (3 Wo.)AT | CH51 (1 Wo.)CH | UK29 (2 Wo.)UK | US7 (12 Wo.)US | Rock3 (9 Wo.)Rock | Erstveröffentlichung: 30. Juni 2009                           |
| 2013 | Disarm the Descent Roadrunner Records      | DE12 (3 Wo.)DE | AT15 (2 Wo.)AT | CH23 (2 Wo.)CH | UK15 (3 Wo.)UK | US7 (10 Wo.)US | Rock1 (10 Wo.)Rock | Erstveröffentlichung: 2. April 2013                           |
| 2016 | Incarnate Roadrunner Records               | DE10 (3 Wo.)DE | AT10 (2 Wo.)AT | CH10 (2 Wo.)CH | UK10 (2 Wo.)UK | US6 (3 Wo.)US | Rock1 (6 Wo.)Rock | Erstveröffentlichung: 11. März 2016                           |
| 2019 | Atonement Metal Blade                      | DE11 (4 Wo.)DE | AT16 (1 Wo.)AT | CH9 (1 Wo.)CH | UK13 (2 Wo.)UK | US13 (1 Wo.)US | Rock2 (2 Wo.)Rock | Erstveröffentlichung: 16. August 2019                         |
| 2025 | This Consequence Metal Blade               | DE13 (1 Wo.)DE | AT13 (1 Wo.)AT | CH24 (1 Wo.)CH | UK85 (1 Wo.)UK | US188 (1 Wo.)US | — | Erstveröffentlichung: 21. Februar 2025                        |

grau schraffiert: keine Chartdaten aus diesem Jahr verfügbar